# Katastralgemeinde Pisweg
Die Katastralgemeinde Pisweg ist eine von drei Katastralgemeinden der Gemeinde Gurk im Bezirk St. Veit an der Glan in Kärnten, in Österreich. Sie hat eine Fläche von etwa 1571,9 ha. Am 1. Jänner 2024 lebten 205 Personen in der Katastralgemeinde.
Die Katastralgemeinde gehört zum Sprengel des Vermessungsamtes Klagenfurt.

## Lage
Die Katastralgemeinde liegt im Südosten der Gemeinde Gurk, im Westen des Bezirks Sankt Veit an der Glan, in den Wimitzer Bergen, zwischen dem Tal der Wimitz und der Wasserscheide auf dem Zammelsberger Rücken.

## Ortschaften
Auf dem Gebiet der Katastralgemeinde Pisweg liegen die Ortschaften Pisweg, Dörfl, Finsterdorf, Glanz, Gwadnitz, Krön, Zabersdorf, Zedl, Zedroß, Zeltschach und der zur Gemeinde Gurk gehörende Teil von Föbing. Am 1. April 2020 umfasste die Katastralgemeinde 120 Adressen.

## Vermessungsamt-Sprengel
Die Katastralgemeinde gehört seit 1. Jänner 1998 zum Sprengel des Vermessungsamtes Klagenfurt. Davor war sie Teil des Sprengels des Vermessungsamtes St. Veit an der Glan.

## Geschichte
Ende des 18. Jahrhunderts wurden die Kärntner Steuergemeinden (später: Katastralgemeinden) gebildet und Steuerbezirken zugeordnet. Die Steuergemeinde Pisweg wurde Teil des Steuerbezirks Kraig und Nußberg.
Im Zuge der Reformen nach der Revolution 1848/49 wurden in Kärnten die Steuerbezirke aufgelöst und Ortsgemeinden gebildet, die jeweils das Gebiet einer oder mehrerer Steuergemeinden umfassten. Aus der Katastralgemeinde Pisweg und ihrer westlich benachbarten Katastralgemeinde Gruska wurde die Gemeinde Pisweg errichtet.
Die Größe der Katastralgemeinde Pisweg wurde 1854 mit 1890 Österreichischen Joch und 746 Klaftern (ca. 1088 ha) angegeben; damals lebten 445 Personen auf dem Gebiet der Katastralgemeinde.
1925 wurde die Katastralgemeinde Pisweg auf Kosten der Katastralgemeinde Leiten (bzw. die Gemeinde Pisweg auf Kosten der Gemeinde Kraig) deutlich vergrößert, auf 1695,57 ha, wodurch die Ortschaften Dörfl, Zabersdorf und Zedl an die Katastralgemeinde Pisweg kamen. 
Bei der Gemeindestrukturreform 1973, als die Gemeinde Pisweg aufgelöst und die Katastralgemeinde Pisweg an die Gemeinde Gurk angeschlossen wurde, wurde die Katastralgemeinde etwas verkleinert, auf annähernd ihre heutige Größe: im Wimitztal rückte die Südgrenze der Katastralgemeinde von der Wimitz etwas hinauf auf die linksseitigen Hänge, sodass der Großteil des Orts Föbing an die Katastralgemeinde Dörfl der Nachbargemeinde Frauenstein fiel.  
Mit Jahresanfang 2016 wurde die Katastralgemeinde Pisweg durch einen Gebietstausch zwischen den Gemeinden Gurk und Straßburg um das Grundstück mit einer Fläche von gut ½ ha vergrößert, auf dem das ehemalige Jagdhaus Flatt in Dörfl steht; das Grundstück gehörte davor zur Katastralgemeinde Straßburg Land.
Die Katastralgemeinde Pisweg gehörte ab 1850 zum politischen Bezirk Sankt Veit an der Glan und zum Gerichtsbezirk Gurk. 1854 bis 1868 gehörte sie zum Gemischten Bezirk Gurk. Seit der Reform 1868 ist sie wieder Teil des politischen Bezirks Sankt Veit an der Glan, zunächst als Teil des Gerichtsbezirks Gurk, seit 1978 als Teil des Gerichtsbezirks St. Veit an der Glan.